# Ca l'Oliveras
Ca l'Oliveras és un habitatge a la vila de Blanes (Selva) catalogat a l'Inventari del Patrimoni Arquitectònic de Catalunya. Edifici de planta rectangular entre mitgeres i de tres plantes. La part més interessant i monumentalitzada és la façana que dona al Passeig de Dintre, però també dona al Passeig Cortils i Vieta. De línies senzilles, destaquen les balconades, sobretot la del primer pis, correguda, amb ferro forjat i quatre mènsules decoratives amb forma de cap femení seriat. La planta baixa està formada per una finestra forjada i una entrada amb vestíbul. Les obertures del segon pis tenen els balcons individuals, també mensulats amb motllures vegetals. La cornisa és motllurada de manera senzilla. Una cartel·la de bronze, a tocar la porta d'entrada, indica l'any de construcció i reforma de la casa, 1890. A principis de segle xx estava habitada per Mercè Oliveres Ferrer i Ignasi Pons Ferrer.